# Теофилакт Вотанијат
Теофилакт Вотанијат (грчки: Θεοφύλακτος Βοτανειάτης; умро 1014) је био византијски војсковођа и управник (дукс) Солуна.

## Биографија
Једини историјски извор који помиње Теофилакта Вотанијата јесте дело Јована Скилице. Он пише да је Вотанијата цар Василије послао да на челу Солуна замени Давида Аријанита (око 1014. године). Цар Самуило послао је велику војску против Солуна. На челу јој се налазио војсковођа Несторица. Самуило није имао за циљ да освоји Солун већ да одвуче византијске снаге од напада на струмичку област. Теофилакт и његов син Михаило разбили су Несторицине снаге. Огроман плен стигао је код цара који се налазио у клисури Клидион. Василије је Вотанијата послао да опустоши брегове око Струмице и да овлада прелазима на том месту. Словени су му поставили заседу. Када је ушао у издужени теснац, Вотанијат је обасут камењем и стрелама. У теснацу је и страдао заједно са великим делом војске. Из допуне Михаила Деволског сазнајемо да је Вотанијата убио лично Самуилов син Гаврило Радомир. Златарски сматра да је Василије наредио да се ослепе заробљеници како би се осветио Самуилу за пораз и погибију Вотанијата. На челу Солуна заменио га је Константин Диоген. 
Могуће да је Теофилакт Вотанијат био деда византијског цара Нићифора III Вотанијата. Аталијат је написао хвалоспев о деди цара Нићифора као о најспособнијем, оданом и верном војсковођи цара Василија II који је погинуо на бојном пољу убрзо после битке на Беласици. Теофилакт је према Скилици погинуо у борбама непосредно након битке код Беласице. Осим тога, отац цара Нићифора звао се Михаило (према Аталијату), а син Теофилакта Вотанијата према Скилици такође се звао Михаило. 